# Fang Lizhi
Fang Lizhi (en chino tradicional, 方勵之; en chino simplificado, 方励之; pinyin, Fāng Lìzhī (Pekín, China, 12 de febrero de 1936 - Tucson, Estados Unidos, 6 de abril de 2012) fue un astrofísico y disidente chino parcialmente responsable de las protestas de la Plaza de Tian'anmen de 1989.
En 1957 fue expulsado del Partido Comunista de China por un documento que desacreditaba la posición marxista sobre la física. Después impartió clases en la Universidad de Ciencia y Tecnología de China (Keda) en Pekín y en 1966 fue enviado a una granja comunal para ser reeducado.
Luego de la muerte de Mao Zedong en 1976, la membresía de Lizhi fue restituida por el partido. Designado como vicepresidente de un módulo de la Keda en 1985, comenzó a trabajar sobre la reestructuración y modificación de la política educativa. Durante las manifestaciones en la plaza de Tian'anmen, se refugió en la embajada de los Estados Unidos y en 1990 él y su esposa fueron autorizados a dejar China. Posteriormente ha realizado investigaciones en el Reino Unido y los EE. UU..